# Astrocasia peltata
Astrocasia peltata là một loài thực vật có hoa trong họ Diệp hạ châu. Loài này được Standl. mô tả khoa học đầu tiên năm 1927.